# Xã Cleburne, Quận Monroe, Arkansas
Xã Cleburne (tiếng Anh: Cleburne Township) là một xã thuộc quận Monroe, tiểu bang Arkansas, Hoa Kỳ. Năm 2010, dân số của xã này là 62 người.